# Байкальская улица (Иркутск)
Байка́льская у́лица (бывшая Больша́я Руси́новская, Коминте́рна) — улица в историческом центре, Правобережном, Октябрьском округах города Иркутска, одна из главных, самая протяжённая и самая широкая улица города. Расположена между улицами Партизанской и Лебедева-Кумача, начинается от пересечения с улицей Тимирязева, оканчиваясь, переходит в Байкальский тракт.

## История
Застройка улицы началась в XVIII веке. В первой половине XIX века улица включала два квартала и упиралась в подножие Иерусалимской горы. К концу 1860-х годов улица обогнула Иерусалимское кладбище, после пожара 1879 года началась интенсивная застройка улицы. Через улицу Большую Русиновскую пролегала прямая дорога на Байкал до посёлка Лиственичное.
До 1940 года улица называлась Большой Русиновской, до 1961 года — Коминтерна.
К Байкальской улице прилегают два старинных кладбища — Иерусалимское и Лисихинское.
В 2006—2009 году был проведён капитальный ремонт Байкальской улицы, который включал в себя: реконструкцию проезжей части улицы и контактной троллейбусной сети, постройку четырёх подземных переходов, установку уличного освещения и пешеходного ограждения, оборудование тротуаров.
24 ноября 2013 года по Байкальской улице прошла эстафета Олимпийского огня.

## Общественный транспорт
Байкальская улица является одной из главных транспортных артерий города, по ней осуществляют движение автобусы, маршрутные такси и троллейбусы.